# Çiler İlhan
Çiler İlhan (ur. 1972 w Turcji) – turecka prozaiczka i eseistka.

## Życiorys
Ukończyła studia z zakesu stosunków międzynarodowych i politologii na Uniwersytecie Boğaziçi w Stambule. Następnie uczyła się zarządzania hotelowego w Glion Institute of Higher Education w Szwajcarii. Swoje teksty prozatorskie publikowała w czasopismach. Pracowała jako hotelarka (w hotelu Çırağan Palace Kempinski), menedżerka, redaktorka. Jest redaktorką naczelną tureckiej edycji czasopisma „Condé Nast Traveller”. Należy do tureckiego i holenderskiego oddziału PEN International. Mieszka w Stambule.

## Nagrody
- Literacka Nagroda Młodych im. Yaşara Nabiego(inne języki)[3][4] – nagroda jury (1993)[1]
- Nagroda Literacka Unii Europejskiej za zbiór opowiadań Sürgün[1] (2011)[1]

## Twórczość
- Rüya Tacirleri Odası (pol. Komnata handlarzy snami, 2006)[1] – opowiadania[1]
- Sürgün(inne języki) (pol. Wygnanie, 2010)[1] – opowiadania[1] (opublikowane w 27 krajach[4])
- Nişan Evi (2021) – powieść o zabójstwie honorowym w Turcji[5] (zob. kan davası)